# Retie
Retie är en kommun i Belgien. Den ligger i provinsen Antwerpen och regionen Flandern. Antalet invånare är cirka 11 240 invånare (2018). Arean är 48 kvadratkilometer. Retie gränsar till Mol, Arendonk, Kasterlee, Geel, Dessel och Oud-Turnhout. 